# Пинк (озеро, Виктория)
Пинк (англ. Pink Lake, с англ. — «Розовое озеро»), исторически известное как озеро Лохиэль (англ. Lake Lochiel) — небольшое солёное розовое озеро на Западном шоссе к северу от города Димбула, штат Виктория, Австралия. Грэнвилл Стэпилтон, участник третьей экспедиции исследователя Томаса Митчелла 1836 года в западную Викторию, провёл разведку на озере Пинк 20 июля 1836 года.
Озеро получило своё название из-за своего характерного розового цвета. Яркость оттенка воды в озере меняется в зависимости от количества осадков (чем меньше, тем концентрация розового сильнее). До недавнего времени считалось, что розовый оттенок воды создают красные водоросли, однако недавнее исследование, опубликованное Australian Geographic, описывает цвет как результат выработки пигмента бактериями Salinibacter ruber.
Соль добывается в озере с 1860-х годов, и в среднем 20 тонн в год собирает компания Mount Zero Olive, работающая совместно с Корпорацией аборигенов земельного совета Баренги Гаджин. Коммерческий сбор урожая прекратился в 1970-х годах, но был возобновлён после переговоров между правительством штата Виктория, земельным советом Баренги Гаджин и компанией Mount Zero Olive в 2009 году.